# 산울림 12집
《산울림 12집》은 대한민국의 록 밴드 산울림의 열두 번째 정규 음반으로, 1991년 7월, 서울음반을 통해 발매되었다. 밴드의 리더 김창완이 모든 악기 연주와 작사, 작곡, 녹음까지 담당한 1인 제작 방식의 작품이다. 타이틀곡은 〈꿈꾸는 공원〉이다.

## 배경
1980년대 후반부터 산울림의 활동은 사실상 중단 상태였으며, 김창완은 동물원의 음반 프로듀싱, 드라마 출연, 방송 진행 등 개인 활동에 집중하고 있었다. 《산울림 11집》 이후 5년 만에 발표된 《산울림 12집》은, 매년 음반을 발표하던 산울림의 전례와 달리 긴 공백 끝에 등장한 작품이다. 음반에는 "Adagio"라는 부제가 붙어 있으며, 김창완이 자택 스튜디오에서 혼자서 모든 연주와 녹음을 맡아 완성하였다. 산울림이라는 밴드명을 유지하고 있지만, 실질적으로는 김창완의 1인 프로젝트에 가까운 성격을 지닌다.
음반은 그동안 산울림이 보여주었던 사운드와는 분위기상 큰 차이를 보인다. 전반적으로 서정적이고 실험적인 구성을 지녔으며, 몽환적인 느낌과 느린 템포의 구성으로 인해 대중적인 호응은 크지 않았다. 타이틀곡 〈꿈꾸는 공원〉은 반복적인 신스 리프와 몽환적인 멜로디를 통해 공허하면서도 사색적인 정서를 표현하고 있으며, 〈불안한 행복〉, 〈동창생〉, 〈무감각〉 등은 김창완의 내면적 세계를 드러낸 곡으로 평가된다.
신시사이저 기반의 미니멀한 편곡과 반복적인 리듬이 두드러지며, 꿈, 회상, 무기력, 소외, 존재에 대한 고찰 등의 주제를 중심으로 구성되었다. 모든 녹음은 당시 국내에서는 드물었던 홈 스튜디오 시스템을 통해 이루어졌으며, 롤랜드 시퀀서 등의 장비를 활용한 다중 녹음 방식은 이후 국내 인디 음악 신에도 일정한 영향을 끼쳤다.
하지만 상업적으로는 실패하였고, 팬들 사이에서도 상대적으로 존재감이 옅은 작품으로 평가되었다. 그나마 〈누나야〉나 〈무감각〉 정도가 일부 알려져 있는 편이다. 이 음반을 마지막으로 산울림은 사실상 해체 상태에 들어가며, 이후 6년이 지난 1997년에 발표된 《산울림 13집》을 통해 다시 결합하게 된다.

## 재발매
2024년에는 황병준이 리마스터링을 맡고, 버니 그런드만이 래커 커팅을 진행한 리마스터 음원이 수록된 180g 중량반 LP가 재발매되었다. 프랑스 MPO 공장에서 제작되었으며, 김창완의 감수를 거쳤다.

## 평가
《산울림 12집》은 산울림의 공식 정규 음반 중 마지막 작품으로, 김창완의 독창성과 실험 정신이 가장 짙게 드러난 음반으로 평가된다. 1인 다중녹음 체제와 내밀한 정서가 특징으로, 이후 인디 록 계열 아티스트들과 DIY 음악 제작 방식에 영향을 끼친 것으로 평가된다.

## 곡 목록
모든 곡들은 김창완에 의해 작사/작곡하였다.
| #  | 제목                 | 재생 시간 |
| -- | -------------------- | --------- |
| 1. | 〈꿈꾸는 공원〉      | 4:33      |
| 2. | 〈내가 돌아갈 곳은〉 | 5:24      |
| 3. | 〈불안한 행복〉      | 4:01      |
| 4. | 〈동창생〉           | 5:41      |
| 5. | 〈배추꽃 메밀꽃〉    | 3:54      |

| #  | 제목                 | 재생 시간 |
| -- | -------------------- | --------- |
| 1. | 〈추억〉             | 3:04      |
| 2. | 〈무감각〉           | 4:20      |
| 3. | 〈슬픈 편지〉        | 4:39      |
| 4. | 〈사랑의 종곡〉      | 3:34      |
| 5. | 〈멈추지 않는 눈물〉 | 3:50      |
| 6. | 〈누나야〉           | 4:08      |